# Atypus largosaccatus
Atypus largosaccatus är en spindelart som beskrevs av Zhu et al. 2006. Atypus largosaccatus ingår i släktet Atypus och familjen pungnätsspindlar. Inga underarter finns listade.